# Giù tra le donne
Giù tra le donne (Down Among the Women) è un romanzo della scrittrice britannica Fay Weldon, pubblicato nel 1971.
Il romanzo è stato tradotto in varie lingue: olandese, croato, svedese, tedesco, francese, macedone, danese, oltre che in italiano.

## Trama
Una narratrice (che rivelerà la sua identità solo alla fine) racconta le vicende avvenute dal 1950, precisando che nel frattempo è arrivato il 1970. Alcune amiche di circa vent'anni sono alle prese con diversi problemi: Scarlett è in procinto di dare alla luce, come madre nubile, la figlia Byzantia; Susan, seconda moglie del padre di Scarlett, è incinta, ma costretta a partorire fuori casa unn bimbo malaticcio; Audrey ha incontrato un giovane fanatico dell'ecologia e va a vivere relegata in campagna; Helen ha un passato di profuga dalla Germania ed è orfana, senza radici; Sylvia si imbatte di continuo in giovani uomini che la picchiano e l'hanno resa sorda. Solo Jocelyn sembra vivere normalmente, ma ha soffiato il fidanzato a Sylvia e lo sposa. C'è ancora Wanda, madre di Scarlett, che si è lungamente battuta per la libertà sessuale e ha continuamente guai nel suo lavoro di maestra.
Vi sono anche due pittori, X e Y, marito e moglie. Helen diviene amante di X, nonché amica di Y, ma la competizione tra i due e un destino implacabile conducono Y al suicidio. Nella morte, Y sarà seguita dalla stessa Helen, impossibilitata a vivere o convivere con il fantasma della pittrice: Helen però, nel togliersi la vita, porta con sé anche la figlioletta Alice, certa che il padre (X) non farà mai nulla per loro. E intanto le altre donne, una alla volta, cambiano partner: Audrey lascia Paul per un direttore editoriale; Jocelyn si stanca di Philip e trova un romantico stalinista; Scarlett, divenuta rispettabile con il matrimonio con Edwin, è a sua volta costretta a sbarazzarsene. Solo Wanda persegue la sua vocazione di single e Susan, dopo che il marito Kim le è morto fra le braccia, va a vivere accanto a Wanda.
Tutte donne che si sono fortemente scontrate con le difficoltà della vita e soprattutto con gli errori commessi nell'unione con i rispettivi partner. Negli anni Cinquanta erano disdicevoli le madri nubili, le infedeltà coniugali (da parte di donne), l'aborto, il divorzio. Ma gli anni terribili passano e chi ha condotto vittoriosamente la sua lotta arriva, vent'anni dopo, a confidare nella forza della giovane e forte Byzantia, futuro di tutte quelle che le hanno affidato la loro eredità spirituale. Solo allora si può svelare l'identità della narratrice (Jocelyn), che ha immerso il figlioletto nell'acqua bollente, ma ora si concede di amare il fanciullo e la sorellina, ricordo dei suoi misfatti e della sua redenzione.

## Personaggi
- Wanda Rider, 64 anni, madre di Scarlett e prima moglie di Kim. Fa la maestra.
- Scarlett, vent'anni, ragazza madre, figlia di Kim e Wanda.
- Kim Belcher, padre di Scarlett, ora sposato con Susan.
- Susan Watson, seconda moglie di Kim, più giovane di Scarlett.
- Byzantia, neonata, figlia di Scarlett.
- Simeon, neonato, figlio di Susan e Kim.
- Audrey, Helen, Jocelyn, Sylvia, amiche di Scarlett.
- Lettice, madre di Wanda e nonna di Scarlett.
- X (vero nome Alexis), pittore, amante di Helen.
- Y (vero nome Yvonne), pittrice, moglie di X.
- Philip, fidanzato di Sylvia, poi fidanzato e marito dfi Jocelyn.
- Paul Dick, vasaio, fidanzato e poi marito di Audrey, che si ostina a chiamare Emma.
- Edwin Barker, ispettore scolastico, indaga su Wanda e sposa Scarlett.
- Karl, Alec, Ben, altri uomini.

## Edizioni in italiano
- Fay Weldon, Giù tra le donne, prefazione di Carlo Pagetti, Milano: La tartaruga, 1993
- Fay Weldon, Giù tra le donne: romanzo, prefazione di Carlo Pagetti; traduzione di Giovanna Albio, Milano: La tartaruga, 2012